# برتلجرة
بُرتَلِجرة أو بُرتَلِجْري أو (نقحرة: بورتاليجري) هي مدينة من مدن البرتغال تقع في محافظة بُرتُلِجرة. يبلغ عدد سكانها 24,930 نسمة وذلك حسب إحصائيات سنة 2011. تبلغ مساحتها 447.14 كم².

## المناخ
يظهر الجدول التالي التغييرات المناخية على مدار السنة لبُرتُلِجرة:
| البيانات المناخية لـبورتاليغري    | البيانات المناخية لـبورتاليغري | البيانات المناخية لـبورتاليغري | البيانات المناخية لـبورتاليغري | البيانات المناخية لـبورتاليغري | البيانات المناخية لـبورتاليغري | البيانات المناخية لـبورتاليغري | البيانات المناخية لـبورتاليغري | البيانات المناخية لـبورتاليغري | البيانات المناخية لـبورتاليغري | البيانات المناخية لـبورتاليغري | البيانات المناخية لـبورتاليغري | البيانات المناخية لـبورتاليغري | البيانات المناخية لـبورتاليغري |
| الشهر                             | يناير                          | فبراير                         | مارس                           | أبريل                          | مايو                           | يونيو                          | يوليو                          | أغسطس                          | سبتمبر                         | أكتوبر                         | نوفمبر                         | ديسمبر                         | المعدل السنوي                  |
| --------------------------------- | ------------------------------ | ------------------------------ | ------------------------------ | ------------------------------ | ------------------------------ | ------------------------------ | ------------------------------ | ------------------------------ | ------------------------------ | ------------------------------ | ------------------------------ | ------------------------------ | ------------------------------ |
| الدرجة القصوى °م (°ف)             | 21.9 (71.4)                    | 22.5 (72.5)                    | 27.4 (81.3)                    | 31.0 (87.8)                    | 34.5 (94.1)                    | 39.5 (103.1)                   | 40.4 (104.7)                   | 41.3 (106.3)                   | 39.5 (103.1)                   | 32.4 (90.3)                    | 25.7 (78.3)                    | 21.1 (70.0)                    | 41.3 (106.3)                   |
| متوسط درجة الحرارة الكبرى °م (°ف) | 11.6 (52.9)                    | 12.9 (55.2)                    | 16.3 (61.3)                    | 17.3 (63.1)                    | 21.0 (69.8)                    | 26.8 (80.2)                    | 30.5 (86.9)                    | 30.5 (86.9)                    | 26.6 (79.9)                    | 20.2 (68.4)                    | 14.9 (58.8)                    | 12.2 (54.0)                    | 20.1 (68.2)                    |
| المتوسط اليومي °م (°ف)            | 8.7 (47.7)                     | 9.6 (49.3)                     | 12.2 (54.0)                    | 13.0 (55.4)                    | 16.2 (61.2)                    | 21.1 (70.0)                    | 24.0 (75.2)                    | 24.1 (75.4)                    | 21.4 (70.5)                    | 16.5 (61.7)                    | 12.0 (53.6)                    | 9.4 (48.9)                     | 15.7 (60.3)                    |
| متوسط درجة الحرارة الصغرى °م (°ف) | 4.8 (40.6)                     | 6.2 (43.2)                     | 8.2 (46.8)                     | 8.6 (47.5)                     | 11.3 (52.3)                    | 15.3 (59.5)                    | 17.4 (63.3)                    | 17.7 (63.9)                    | 16.2 (61.2)                    | 12.8 (55.0)                    | 9.1 (48.4)                     | 6.7 (44.1)                     | 11.2 (52.2)                    |
| أدنى درجة حرارة °م (°ف)           | −4.5 (23.9)                    | −3.7 (25.3)                    | −4.3 (24.3)                    | −0.2 (31.6)                    | 2.3 (36.1)                     | 5.0 (41.0)                     | 8.2 (46.8)                     | 9.4 (48.9)                     | 8.3 (46.9)                     | 2.8 (37.0)                     | 0.3 (32.5)                     | −1.2 (29.8)                    | −4.5 (23.9)                    |
| المصدر:                           |                                |                                |                                |                                |                                |                                |                                |                                |                                |                                |                                |                                |                                |

## توأمة
لبورتاليغري اتفاقيات توأمة مع كل من:
- بورتو أليغري
- فيلا دو كوندي
- قصرش

## أعلام
- جواكيم ميراندا
- روي كاردوسو مارتينز
- لويس غونسالفيس

## وصلات خارجية
- الموقع الرسمي